# Nawis śnieżny
Nawis śnieżny – nagromadzenie śniegu występującego lokalnie na wierzchołkach i graniach górskich oraz na krawędziach przepaścistych stoków utworzone po ich zawietrznej stronie przez wiatr z zamiecią śnieżną. Zawirowanie powietrza tuż za krawędzią powoduje podcinanie nawisu od dołu, co sprawia, że przyjmuje on formę przewieszoną ponad przepaścią lub stromym stokiem. Nawisy z czasem pękają i niespodziewanie odpadają, mogą w ten sposób powodować lawiny, stanowią więc zagrożenie dla znajdujących się poniżej ludzi, ponadto stanowią zagrożenie dla osób znajdujących się na grani, które, nieświadome istnienia nawisu, mogą zbliżyć się za bardzo do jego krawędzi i spaść z oderwanym fragmentem.